# St Nicholas and Bonvilston
St Nicholas and Bonvilston (en anglais) ou Sain Nicolas a Thresimwn (en gallois) est une communauté du Vale of Glamorgan, au pays de Galles. Elle est située dans le nord-est du borough de comté, à une dizaine de kilomètres à l'ouest du centre-ville de Cardiff.
Comme son nom l'indique, elle se compose des villages de St Nicholas / Sain Nicolas (en) et Bonvilston / Thresimwn (en).

## Démographie
Au recensement de 2011, la communauté de St Nicholas and Bonvilston comptait 809 habitants.